# Pyramidella subdolabrata
Pyramidella subdolabrata är en snäckart. Pyramidella subdolabrata ingår i släktet Pyramidella och familjen Pyramidellidae. Inga underarter finns listade i Catalogue of Life.